# Klaviersonate Nr. 29 (Beethoven)

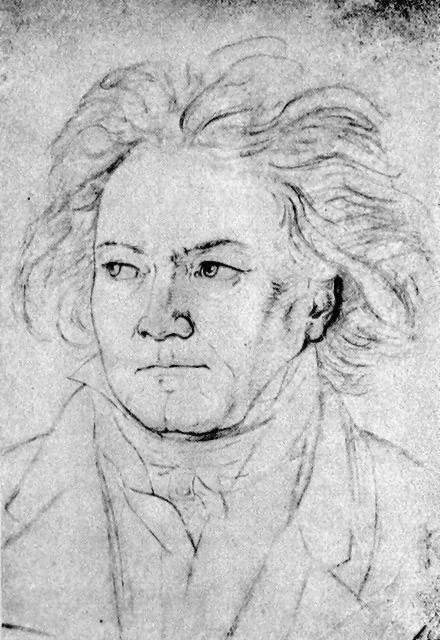
August von Kloeber: Beethoven (Skizze, 1818)

Dem Erzherzog Rudolph von Österreich gewidmet, ist die Klaviersonate Nr. 29 B-Dur op. 106 („Hammerklaviersonate“) in geistiger und technischer Hinsicht Beethovens schwierigstes Klavierwerk.

„Nach Umfang und Anlage geht die Hammerklaviersonate weit über alles hinaus, was auf dem Gebiet der Sonatenkomposition jemals gewagt und bewältigt wurde.“

Die Große Sonate für das Hammerklavier galt lange Zeit als unspielbar. Zudem ist sie die einzige der 32 Klaviersonaten Beethovens, welche authentisch mit dessen originalen Metronomzahlen versehen ist – und die sind so enorm schnell, dass bis heute die Abweichungen in der allgemein gängigen Aufführungspraxis (selbst bei dem im Originaltempo durchaus spielbaren langsamen 3. Satz!) charakterlich ein gänzlich anderes Musikstück entstehen lassen, als vom Komponisten wahrscheinlich beabsichtigt war.
Die erste Aufführung der „Hammerklaviersonate“ erfolgte am 18. Mai 1836 in Paris in der Salle Érard durch Franz Liszt und veranlasste Hector Berlioz zu einer euphorischen Besprechung. Am 17. September 1846 folgte in Wien, in einer privaten Soiree bei Franz Liszt, „zu welcher die Elite der hiesigen Musikwelt geladen war“, eine weitere Aufführung durch den Pianisten Henri-Louis-Stanislas Mortier de Fontaine, die mit ähnlicher Begeisterung aufgenommen wurde. Am 8. Dezember 1855, bei einem Konzert im Leipziger Gewandhaus, trat auch Clara Schumann erstmals mit dem Werk auf.

## Einordnung in Beethovens Werk
Die Sonate steht im Zentrum von Beethovens Spätwerk. In dieser sogenannten dritten Schaffensperiode entstanden auch die anderen „titanischen“ Werke, die 9. Symphonie, die Missa solemnis, die späten Streichquartette und die Diabelli-Variationen.
Beethoven beschäftigte sich zeitlebens mit der Sonatenform. Als Bewunderer Bachs wandte er sich in den Spätwerken der barocken Fuge zu, was auch der kontrapunktische Stil der Hammerklaviersonate belegt. Den bis dahin als Verzierung gedachten Triller machte Beethoven zu einem Stilelement abstrakter Musik; wie schon das Finale der Waldstein-Sonate sind die Sonaten op. 106, op. 109 und vor allem op. 111 so berühmte wie gefürchtete Beispiele. Vielleicht am eindrucksvollsten ist die harmonische Experimentierfreude des tauben Komponisten. Sie lässt Werke wie die Hammerklaviersonate und die Große Fuge op. 133 noch heute als „Neue Musik“ erscheinen. Dem zeitgenössischen Publikum zu dissonant, werden diese Werke noch heute von den wenigsten verstanden.

## Entstehung
Beethoven skizzierte die Hammerklaviersonate im Herbst 1817. Er war 47 Jahre alt, weitgehend ertaubt und konnte ab März 1818 nur noch mit Hilfe von Konversationsheften kommunizieren. Außerdem stand er im Streit um seinen Neffen Karl und hatte finanzielle Probleme.

„Die Sonate ist in drangvollen Umständen geschrieben; denn es ist hart, beinahe um des Brotes zu schreiben; so weit habe ich es nun gebracht.“

In dieser schweren Zeit finden sich auch die ersten Gedanken zur Missa solemnis, zur 9. und zu einer 10. Sinfonie. Sie scheinen sich gegenseitig und andere Werke befruchtet zu haben. Irgendwann im Jahre 1818 war das erste Autograph der Großen Sonate fertig. Wie alle von Beethoven noch durchgesehenen Stichvorlagen ist es leider verloren gegangen. Briefe und die Erstausgaben jener Zeit, erschienen 1819 in Wien und London, sind deshalb die einzigen Quellen.

„Verzweiflungen, Fluchtpläne, Todesängste, aber auch klares Bewußtsein der eigenen Meisterschaft, künstlerische Selbstsicherheit und grandioser Selbstbehauptungswille gingen in die Hammerklaviersonate ein.“

## Aufbau und Analyse
Nach dem „konventionellen“ Sonatenmuster der Wiener Klassik hat die Hammerklaviersonate zwar vier Sätze; Beethoven unterteilt, variiert und erweitert sie jedoch in „atemberaubender“ Weise. Konflikte und Lösungen machen die Sonate gerade in formaler Hinsicht zu einem Meilenstein der Musikgeschichte.
Kennzeichen aller Sätze sind die Terz und der harmonische Gegensatz zwischen B-Dur und h-Moll –  majestätisch-mächtig die eine, „schwarz“ (auch für Beethoven selbst) die andere Tonart. Zwar findet die Sonate in jede Tonart, das B/h-Paar kehrt jedoch immer wieder zurück, z. B. in der Reprise des ersten Satzes, wenn die Fanfaren der Anfangstakte plötzlich in Moll ertönen und das ganze Geschehen in ungeheure Tiefen verlagern.

### Erster Satz

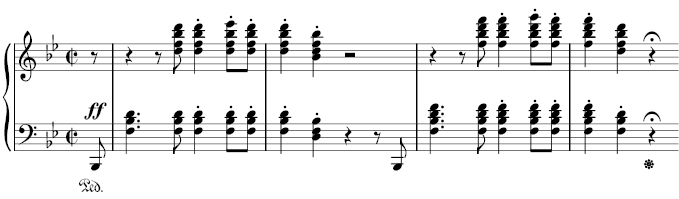
Die Anfangsakkorde der Hammerklaviersonate

Allegro (B-Dur, Allabreve) – Als einzige seiner Klaviersonaten hat Beethoven die Große in allen Sätzen metronomisiert. Ob der 1. Satz mit =138 „richtig“ und „spielbar“ sei, diskutieren Pianisten und Musikwissenschaftler seit bald 200 Jahren. Bereits die Wucht des trompetenartigen Eingangsmotivs deutet die neuen Dimensionen musikalischen Ausdrucks an: siebenstimmige Fortissimo-Akkorde als Einleitung, gefolgt von einer Fermate. Danach ein sangliches Thema mit harmonisch höchst mehrdeutigen Mittelstimmen. Alternierende, rasend schnelle Oktaven weiten sich vom Bass bis zum Diskant und führen zurück zur Tonika-Fanfare des Anfangs. Es schließt sich ein eher lyrisches zweites Thema an, nun in G-Dur (von B-Dur eine kleine Terz entfernt), wobei der Schlussteil der Exposition wiederum an den Fortissimo-Beginn anknüpft.
Die sehr intensive Durchführung steht in Es-Dur, der punktierte Rhythmus der Anfangsfanfare wird durch einen immer reichhaltiger werdenden Kanon geschickt, der trotz aller erfolgenden Steigerungen immer wieder auseinanderläuft, scheinbar nie zu einem (erlösenden) Ende kommt. Auch die letzte Steigerung in Fortissimo-Akkorden läuft schließlich in einem Ritardando aus und Beethoven moduliert nach h-Moll und -Dur, wobei nun der cantabile-Schlussgedanke der Exposition als Überleitung zur Reprise fungiert.
Diese steht nun wieder in der Tonika und wiederholt im Prinzip die Exposition. Und doch ist alles anders: Plötzlich kommen im ersten Thema Nebenstimmen hinzu, alles wird unruhiger, aufgeregter, instabiler. Die Harmonik entfernt sich noch weiter von B-Dur als in der Exposition, um am Ende des ersten Themas in der „Schreckensfanfare“ in h-Moll zu gipfeln. Doch auch an dieser „tragischen“ Stelle macht Beethoven nicht halt, wieder ändert sich die musikalische Richtung, das zweite Thema steht wiederum in B-Dur, hat aber ebenfalls verschiedene Änderungen erfahren.
Die Coda mit ihren gebrochenen Oktaven ist klaviertechnisch sehr anspruchsvoll; nachdem noch einmal die Melodie der Schlussgruppe ertönt ist, schließt der Satz auf einer Fantasie über die Anfangsakkorde im Fortissimo.

### Zweiter Satz
Scherzo: Assai vivace – B-Dur/b-Moll, 3⁄4-Takt
Liebenswürdige und kauzige, hintergründige und bissige Klavierscherzi schrieb Beethoven schon in den Klaviersonaten op. 2, op. 14, op. 26 und op. 31. Nr. 3, aber – vielleicht abgesehen vom 2. Satz der 9. Sinfonie – kein vergleichbar abgründiges. Die punktierten Viertel könnten für „ernste Heiterkeit“ stehen – wenn sie nicht „sehr lebhaft“ gespielt werden müssten. Hier nicht zu hasten (3⁄4 = 80), den richtigen Ton zu finden und die dynamischen Vorschriften auf engstem Raum nicht zu überspielen, ist mehr als nur „schwer“. Der b-Moll-Abschnitt mit leeren Tonika-Oktaven in der einen und ausgreifenden Triolen in der anderen Hand treibt das Drama voran. Das brodelnde und zugleich verhangene Semplice baut eine enorme innere Spannung auf, die sich im Presto entlädt: In drei mal acht 2⁄4-Takten weiten sich die gleichläufigen Piano-Achtel über Sextakkorde zu Fortissimo-Oktaven, die in der F-Dur-Dominante – mit Sforzato auf jedem Viertel – in den Bass stürzen und nach einer Atempause in der F-Tonleiter prestissimo in den Diskant stürmen. Achtel-Fermate, auf die ein tremolierter Dominantseptakkord folgt. Dreiviertel-Pause – und das punktierte Scherzo-Thema ist wieder da – dolce, als sei alles nur ein Scherz gewesen. Dass es keiner war, zeigt sich im viertaktigen Allabreve-Presto. 20 gehämmerte Doppeloktaven fallen schließlich von H auf B. Noch ein dreitaktiger Schatten des punktierten Themas. Schluss im Pianissimo.

### Dritter Satz (mit Audio)
Adagio sostenuto, Appassionato e con molto sentimento – fis-Moll, 6⁄8-Takt
- Klaviersonate No. 29 in B-Dur, op. 106: III. Adagio sostenuto – Anhörenⓘ/?

Den berühmten Eingangstakt – Una corda, mezza voce – schob Beethoven Monate nach der Fertigstellung nach. „Wie aus unermesslicher Tiefe geholt“ (Theodor Adorno), führen die beiden Oktaven in der A-Dur-Terz zu dem überwältigenden fis-Moll-Thema – tiefe Trauer in erhabener Ruhe. Aus ihr steigt in derselben Tonart das zweite Thema. Con grand’ espressione singt es machtvoll-stolz über Mittelstimmen und Tonika-Akkorden im Bass.
Zwar wiederum in Sonatenhauptsatzform, ähnelt das Adagio einem Variationssatz, denn alle Themen kehren in immer anderer Gestalt wieder. Beethoven greift dabei „romantischer“ Klaviermusik voraus: Das vielstimmige Eingangsthema erinnert an Schumann oder Brahms. In der Überleitung zum zweiten Thema lässt die Verwobenheit von Begleitung und Melodie an Chopins Nocturnes denken.
Themenveränderungen sind zwar typisch für Beethovens Spätwerk, wie in der Arietta von op. 111 finden sie aber in diesem Adagio zu höchster Ausprägung. Themen werden in Zweiunddreißigstel-Läufe aufgelöst und um Figurationen, Mittelstimmen und Verzierungen bereichert. Mit den Modulationen überwindet Beethoven alle – auch seine eigenen – Konventionen. Bei aller Spannung und Weite ist der dritte Satz doch Ruhepunkt und Ausdruck melancholischen Meditierens. Alles Irdische hinter sich lassend, endet er in aitherischem Fis-Dur.

### Vierter Satz
Largo, Un poco piu vivace, Allegro, Prestissimo, 4⁄4 – Allegro risoluto, 3⁄4
Ein improvisatorisch wirkendes Spiel mit Takt, Tempo, Rhythmus und Tonart führt von den Abgründen des Adagios zur gewaltigen Schlussfuge. Dolce führen sachte F-Oktaven über Des-Dur und b-Moll zum Ges-Dur – dem enharmonischen Fis des Adagios. In Zweiunddreißigstel-Läufen und „ein wenig lebhafter“ geht es zum im Tempo I gehaltenen H-Dur, der Subdominante des jetzt versinkenden Fis-Dur. In der Paralleltonart gis-Moll kündigen erst zwei, dann vier Stimmen in fünf Takten die Fuge an. Über schlichte Grundakkorde im Tempo I findet das H-Dur über die Subdominante E-Dur und die Paralleltonart cis-Moll zum A-Dur. Das Tenuto-Zitat des Anfangs fällt in explodierenden Synkopen vom Fortissimo ins Pianissimo und endet, wie die Einleitung begonnen hat – in F-Dur, der Dominante des B-Dur des Kopfsatzes und der Fuge.
Das Allegro risoluto (1⁄4 = 144) beginnt mit leisen Trillern auf dem F-Akkord, die in vier Takten zum Hauptthema der Fuga a tre voci, con alcune licenze führen. Sie ist eines der größten kontrapunktischen Werke Beethovens und gilt als einer der schwierigsten Sätze der Klavierliteratur. Das Thema basiert auf absteigenden Sechzehntelläufen und wird in unzähligen Varianten in den folgenden fast 400 Takten durchgespielt. Zwischenzeitlich kommt ein zweites Thema in Vierteln hinzu, das mitunter gleichzeitig mit dem ersten erklingt.
Beethoven schickt das Thema hierbei durch alle erdenklichen Veränderungsprozesse, die aus der barocken Fugenkunst bekannt sind: Vergrößerung, Rücklauf (Krebsgang – diese stärkste aller Veränderungen steht als einer der Höhepunkte des Satzes in h-Moll), Umkehrung, schließlich sogar Original und Umkehrung zugleich. Das Ganze steigert sich in einer riesigen von Trillern begleiteten Coda, um schließlich mit den gleichen Fortissimo-Akkorden wie die frühe B-Dur-Sonate zu enden.

## Zitate
„Die Hammerklaviersonate macht auch anspruchsvoll. Von ihr berührt, wird man ungeduldig gegenüber vielem Mittelmäßigen und Mäßigen, das sich wer weiß wie aufspielt und doch nichts anderes ist als eine höhere Form der Belästigung.“

„Die Hammerklaviersonate wird nicht leichter, wenn man sie nicht spielt.“

## Orchesterfassung
1925/26 erstellte der österreichische Dirigent und Komponist Felix Weingartner eine Orchesterfassung der Hammerklaviersonate. Sie wurde am 14. November 1926 in Essen durch das Städtische Orchester unter Leitung von August Max Fiedler uraufgeführt. Im selben Jahr erschien sie beim Verlag Breitkopf & Härtel im Druck.
Von Felix Weingartner selbst gibt es eine sehr alte Aufnahme (mit einem Londoner Orchester) von ca. 1930, die inzwischen mehrfach veröffentlicht wurde. Sie ist ein interessantes Zeitdokument, zeigt Weingartners zeitloses und klares dirigentisches Konzept, ist klanglich aber sehr unbefriedigend. Der Münchner Dirigent und Komponist Kurt Graunke hatte zeitlebens eine besondere Beziehung zu dieser Fassung und nahm sie 1953 mit seinem Sinfonieorchester (hier als Bavaria Symphony Orchestra bezeichnet) für die Firma Urania im Tonstudio in mono auf (inzwischen bei YouTube zugängig.) Diese Aufnahme ist aber längst vergriffen und kaum – auch antiquarisch – erhältlich.
1970 spielte er diese Orchesterfassung erneut in einem seiner Sinfoniekonzerte in München. (Um an das, damals  – in Ost und West – unzugängige Orchestermaterial zu kommen, waren Graunke seine guten persönlichen Kontakte zu den Wiener Philharmonikern sehr hilfreich, die die Orchesterstimmen in ihrem Archiv hatten.) Der Bayerische Rundfunk schnitt dieses Konzert live mit und diese Aufnahme wurde immer wieder – meist in Nachtkonzerten – im Rundfunk gespielt. Diese Aufnahme ist jedoch nicht allgemein zugänglich. Bis heute fehlt eine befriedigende Aufnahme der Orchesterfassung; verwunderlich da doch inzwischen viele seiner Werke – auch Bearbeitungen – in sehr gelungenen CD-Produktionen vorliegen. Christoph Schlüren hat dies auch im Vorwort der bei Repertoire Explorer erschienenen Neuausgabe der Partitur bemängelt. Jedoch wurde die Weingartner'sche Fassung inzwischen mehrfach in Konzerten, so auch am 8. November 2015 im Beethovenhaus zu Bonn, aufgeführt.